# تانیا فیشرووا
تانیا فیشرووا (چکی: Táňa Fischerová؛ ۶ ژوئن ۱۹۴۷ درگذشته ۲۵ دسامبر ۲۰۱۹) بازیگر و سیاستمدار اهل جمهوری چک بود.
از فیلم‌ها یا مجموعه‌های تلویزیونی که وی در آن‌ها نقش داشته است، می‌توان به عملیات سیلور ای و هتل برای غریبه‌ها (۱۹۶۶) اشاره نمود.